# Sdružení obrany spotřebitelů-Asociace
Sdružení obrany spotřebitelů – Asociace (zkráceně SOS – Asociace), dříve Sdružení obrany spotřebitelů Jihomoravského kraje, je nestátní nezisková organizace založená za účelem poskytování právního poradenství spotřebitelům a prosazování jejich práv.
Jádro SOS – Asociace tvoří několik členů zaniklého Sdružení obrany spotřebitelů (SOS), zaniklého v roce 2010, respektive 2012. Asociace poskytovala právní poradenství spotřebitelům v Jihomoravském kraji prakticky už od roku 2003. Po zániku Sdružení obrany spotřebitelů, jehož bylo součástí, však svou působnost rozšířilo i do dalších krajů ČR. Předsedkyní SOS – Asociace je Gerta Mazalová. SOS – Asociace sídlí v Brně.

## Osobní poradny
Poté, co byla ukončena činnost Sdružení obrany spotřebitelů ČR, SOS – Asociace otevřela zavřené poradny ve všech krajích. V současné době[kdy?] SOS – Asociace poskytuje právní poradenství spotřebitelům na území celé České republiky – jedná se o bezplatné právní poradny v kraji Jihomoravském (Brno a Vyškov), Olomouckém (Olomouc, Prostějov, Šumperk), Moravskoslezském (Nový Jičín, Opava), Zlínském (Uherský Brod), Jihočeském ( Budějovice, Tábor), Královéhradeckém (Hradec Králové, Albrechtice nad Orlicí), a také v kraji Vysočina (Velké Meziříčí, Bystřice nad Pernštejnem, Jihlava). Postupně jsou otevírány také další poradny.

## Charakteristika činnosti organizace
Hlavní činností organizace je poskytování osobního, telefonického a internetového právního poradenství pro spotřebitele. Vedle toho se SOS – Asociace věnuje dalším aktivitám. V rámci spotřebitelského práva se zabývá problematikou reklamací, předváděcích akcí, smluv uzavřeným mimo obchodní prostory, distančních smluv či energetiky. Na některé oblasti spotřebitelského práva se přímo specializují pracovní skupiny. Jedná se o obuv a oblečení, potraviny a zdraví, bydlení, telekomunikace, exekuce a insolvence, cestovní ruch, dětské zboží, finance. Poradenství je postupně rozšiřováno o další odvětví, např. ochranu pacienta či ochranu nájemce. Pro spotřebitele jsou v osobních poradnách k dispozici zdarma brožury a letáky zaměřené na řadu oblastí spotřebitelského práva. SOS – Asociace také sleduje a řeší kauzy, ve kterých dochází k porušování práv spotřebitelů- např. kauzu společností OIG, Streemsun, Skylink a CS Link.
Mezi další činnosti SOS – Asociace patří pořádání besed pro spotřebitele, spolupráce s médii, zlepšování spotřebitelsko-podnikatelského prostředí prostřednictvím programu Garance ochrany spotřebitele – GOS, provádí mimosoudní řešení spotřebitelských sporů, provozování osobní poradny ve věcech sociálních a rodinněprávních a taktéž členství v Spotřebitelském poradním výboru při MPO ČR. Taktéž se podílí na připomínkování zákonů, spolupracuje s dozorovými orgány i dalšími organizacemi a pořádá školení pro podnikatele.[zdroj?]
Činnost této neziskové organizace zajišťují dobrovolníci zejména z řad studentův Právnické fakulty Masarykovy univerzity, ale také dalších vysokých škol i středních škol v Brně. Dobrovolníci po absolvování zkoušek a obdržení certifikátu pracují jako odborní právní poradci v osobních poradnách.[zdroj?]

## Členství v dalších organizacích
SOS – Asociace je členem Asociace nestátních neziskových organizací Jihomoravského kraje (ANNO JmK), která je partnerem Jihomoravského kraje.